# Anna Di Leo
Anna Di Leo (Roma, 21 ottobre 1934) è un'attrice italiana.

## Biografia
Scoperta, dopo un provino, da Luciano Emmer che la fa scritturare per la parte di Jolanda nel film Domenica d'agosto, dove dà una buona prova di recitazione spontanea, rimarrà nel mondo del cinema con prove alterne e in parti secondarie sino al 1962, quando abbandonerà l'attività di attrice.

## Filmografia
- Domenica d'agosto, regia di Luciano Emmer (1950)
- Buon viaggio, pover'uomo, regia di Giorgio Pàstina (1951)
- L'eroe sono io, regia di Carlo Ludovico Bragaglia (1951)
- Le meravigliose avventure di Guerrin Meschino, regia di Pietro Francisci (1951)
- La smania addosso, regia di Marcello Andrei (1962)